# Nancy Cartwright (Synchronsprecherin)

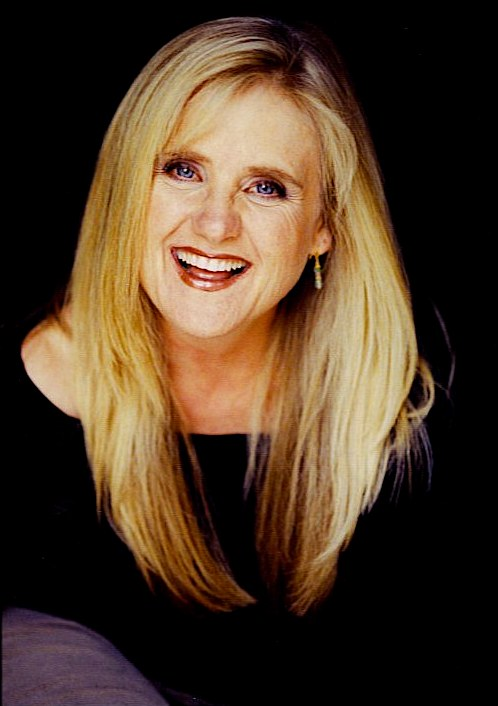
Nancy Cartwright (2007)

Nancy Campbell Cartwright (* 25. Oktober 1957 in Kettering, Dayton, Ohio) ist eine US-amerikanische Schauspielerin, Synchronsprecherin und Filmproduzentin.

## Leben
Nancy Cartwright ist besonders bekannt als Sprecherin der englischen Originalstimme von Bart Simpson sowie anderer Figuren in der Cartoon-Serie Die Simpsons. Diese Rolle brachte ihr im Jahr 1992 den Emmy ein. Weiterhin lieh Cartwright ihre Stimme Margo Sherman in der Zeichentrickserie The Critic, dem Nacktmull Rufus in Kim Possible und Chuckie Finster in Rugrats; dort ersetzte sie im Jahr 2001 Christine Cavanaugh, als diese in den Ruhestand ging. Sie war zudem als Filmproduzentin für Borrego tätig.
Für die Simpsons erhielt Cartwright bis 1998 eine Gage von 30.000 US-Dollar pro Folge, danach 125.000 US-Dollar, bis die Gage 2004 auf 250.000 US-Dollar pro Folge verdoppelt wurde. 2008 handelten die Sprecher 400.000 US-Dollar pro Folge aus, was 2011 auf 300.000 US-Dollar gesenkt wurde.
Ihre Karriere begann mit einem Teilzeitjob als Sprecherin für Radio-Werbung. Nachdem ein Vertreter von Warner Bros. Records den Sender besucht hatte, schickte er Cartwright eine Liste mit Ansprechpartnern im Zeichentrick-Gewerbe. Einer davon war der Synchronsprecher Daws Butler, der nach einem Anruf Cartwrights zu ihrem Mentor wurde.
Römisch-katholisch aufgewachsen, schloss
sich Cartwright 1991 Scientology an. 2007 spendete sie der Religionsgemeinschaft 10 Mio. US-Dollar.
An ihrem Geburtstag 1988 traf Cartwright den 24 Jahre älteren Drehbuchautor Warren Murphy und heiratete ihn zwei Monate darauf. Gemeinsam bekamen sie zwei Kinder, bevor sie sich 2002 scheiden ließen.
2007 hatte Cartwright eine Beziehung mit einem anderen Scientology-Mitglied. Ihr neuer Verlobter starb im Mai 2009 durch Selbstmord, er stürzte sich von der Bixby Creek Bridge in Big Sur.

## Preise und Auszeichnungen
2005 ernannte die Handelskammer von Northridge in Los Angeles Cartwright zur Ehrenbürgermeisterin.
2012 erhielt Cartwright einen Ehrendoktortitel von der Ohio University, wo sie 1976/77 studiert hatte, bevor sie zur UCLA wechselte.

## Filmografie (Auswahl)
- 1981: Kreuz der Gewalt (Skokie, Fernsehfilm)
- 1982: Marian Rose White
- 1983: Unheimliche Schattenlichter (Twilight Zone: The Movie)
- 1984–1988: Die Schnorchels (Snorks, Fernsehserie, Stimme)
- 1985: Die Himmelsstürmer (Heaven Help Us)
- 1985: Flesh and Blood (Flesh + Blood)
- 1987–1989: Die Tracey Ullman Show (The Tracey Ullman Show, Fernsehserie, Stimme)
- seit 1989: Die Simpsons (The Simpsons, Fernsehserie, Stimme)
- 1989: Arielle, die Meerjungfrau (The Little Mermaid, Stimme)
- 1991–2004: Rugrats (Fernsehserie, Stimme)
- 1992–1993: Goofy und Max (Goof Troop, Fernsehserie, Stimme)
- 1993: Kaltblütig geopfert (Precious Victims, Fernsehfilm)
- 1994–1995: The Critic (Fernsehserie, Stimme)
- 1995–1999: Abenteuer mit Timon und Pumbaa (Timon and Pumbaa, Fernsehserie, Stimme)
- 1998: Godzilla
- 2002–2007: Kim Possible (Fernsehserie, Stimme)
- 2003–2008: All Grown Up – Fast erwachsen (All Grown Up!, Fernsehserie, Stimme)
- 2003: Kim Possible – Mission zwischen den Zeiten (Kim Possible: The Secret Files, Stimme)
- 2003: Die Rugrats auf Achse (Rugrats Go Wild, Stimme)
- 2006–2009: Tauschrausch (The Replacements, Fernsehserie, Stimme)
- 2007: Die Simpsons – Der Film (The Simpsons Movie, Stimme)
- 2012: Der längste Kita-Tag (The Longest Daycare, Stimme)
- 2019: Kim Possible (Fernsehfilm, Stimme)
- seit 2021: Rugrats (Fernsehserie, Stimme)